# Linia wąskotorowa Gliwice – Racibórz
Linia wąskotorowa Gliwice – Racibórz – linia kolei wąskotorowej o rozstawie toru 785 mm, która przebiegała pomiędzy Gliwicami a Raciborzem. Obecnie w eksploatacji (jako atrakcja turystyczna) pozostaje jedynie jej odcinek – ze Stanicy do Stodół.

## Historia
Pierwszy odcinek linii (Gliwice Trynek – Rudy) został otwarty 25 marca 1899 roku. Od stacji Gliwice Trynek poprowadzono również odcinek toru do ulicy Dworcowej w centrum miasta, który później posłużył jako połączenie linii z siecią tramwajową (po połączeniu linia tramwajowa kończyła się na stacji Gliwice Trynek). W 1947 roku połączenie to zlikwidowano. 28 lutego 1901 roku oddano do użytku odcinek z Rud do Paproci. W kwietniu 1902 roku linia doszła do Markowic, a 17 maja 1903 roku zakończono budowę ostatniego odcinka do stacji Ratibor Plania. Istniały również plany przedłużenia linii do centrum Raciborza, w pobliże dworca kolejowego, których jednak nie zrealizowano. W 1906 roku połączono linię z Górnośląskimi Kolejami Wąskotorowymi, oddając do użytku odcinek z Gliwic Trynku do stacji Gliwice Wąskotorowe.
25 maja 1939 roku, z powodu powodzi, jaka miała miejsce w Raciborzu zamknięto tor pomiędzy stacjami Lukasine i Ratibor Plania. Ponieważ w tym samym czasie na tym odcinku trwała budowa kanału Ulga, po odejściu fali powodziowej nie wznowiono już na nim ruchu kolejowego. Nie zrealizowano także planu przeciągnięcia linii mostem drogowym w ciągu dzisiejszej ulicy Rybnickiej, co oznaczało koniec połączenia prowadzącego na Płonię. Linia odtąd kończyła się więc na stacji Lukasine, której nazwę zmieniono później na Ratibor Rybniker Straße.
Pod koniec II wojny światowej radzieccy żołnierze rozebrali tory od Raciborza do Paproci. Do 1950 roku trwała odbudowa odcinka do Markowic, natomiast szlakiem odcinka z Markowic do Lukasyny poprowadzono linię normalnotorową i linia wąskotorowa kończyła się w Markowicach. Na początku last 60. XX w. na trasie Gliwice Trynek - Rudy Raciborskie kursowało po 13 par pociągów w dni robocze i 8 par w dni świąteczne. Na odcinku Rudy Raciborskie - Markowice tylko 4 pary dziennie.
1 lipca 1966 roku zawieszono ruch pociągów osobowych na odcinku z Rud do Markowic i odtąd odbywał się na nim jedynie ruch towarowy. 4 listopada 1991 roku całkowicie zawieszono ruch osobowy, a 31 marca 1992 roku ruch towarowy, z wyjątkiem odcinka do KWK Gliwice, który przestał funkcjonować z końcem 1993 roku. Od tego czasu jeszcze dwukrotnie miały miejsce na linii przejazdy pociągów specjalnych, aż w 1995 roku ogłoszono jej zamknięcie. Od tego czasu wiele odcinków linii rozebrano. Wcześniej, 1 marca 1993 roku decyzją Wojewódzkiego Konserwatora Zabytków całą linię wpisano do rejestru zabytków.
W 2001 roku rozpoczęto kursy przewozów turystycznych na odcinku Rudy – Stanica. Później również na odcinku z Rud do Paproci.
W okolicach 2011 roku istniały również plany odbudowy linii na dłuższym odcinku oraz budowa odnogi do Stodół (dzielnicy Rybnika). W 2014 roku z tych planów wycofały się władze Gliwic, które zdecydowały się na budowę ścieżki rowerowej śladzie dawnej trasy kolejki wąskotorowej.
W 2018 roku odbudowano odcinek Paproć – Stodoły o długości 700 m.